# 셰커인
셰커인(중국어 간체자: 谢可寅, 정체자: 謝可寅, 병음: Xiè Kěyín, 한자음: 사가인, 영어: Shaking Chioe, 1997년 1월 4일 ~ )은 중국의 래퍼이자 가수, 무용가이다. 중국의 걸 그룹 THE9의 일원이다. 소속사는 JNEER이다. 팬덤명은 「후웨이뛔이」 (虎卫队)이며, 상징색은 「커인 실버」 (可寅银)이다.  

## 내력
2020년 3월 12일, 중국의 동영상 사이트 플랫폼 아이치이에서 주최한 걸 그룹 결성 프로젝트 서바이벌 《청춘유니 시즌 2》에 참가하였다. 5월 30일, 최종 순위 발표식에서 '제5위'를 차지하여, 프로젝트 걸 그룹 THE9의 일원이 되었다.